# Mandola quadrinotata
Mandola quadrinotata är en insektsart som först beskrevs av M. Firoz Ahmed 1969.  Mandola quadrinotata ingår i släktet Mandola och familjen dvärgstritar. Inga underarter finns listade i Catalogue of Life.